# St. Cäcilia (Mühlhausen)

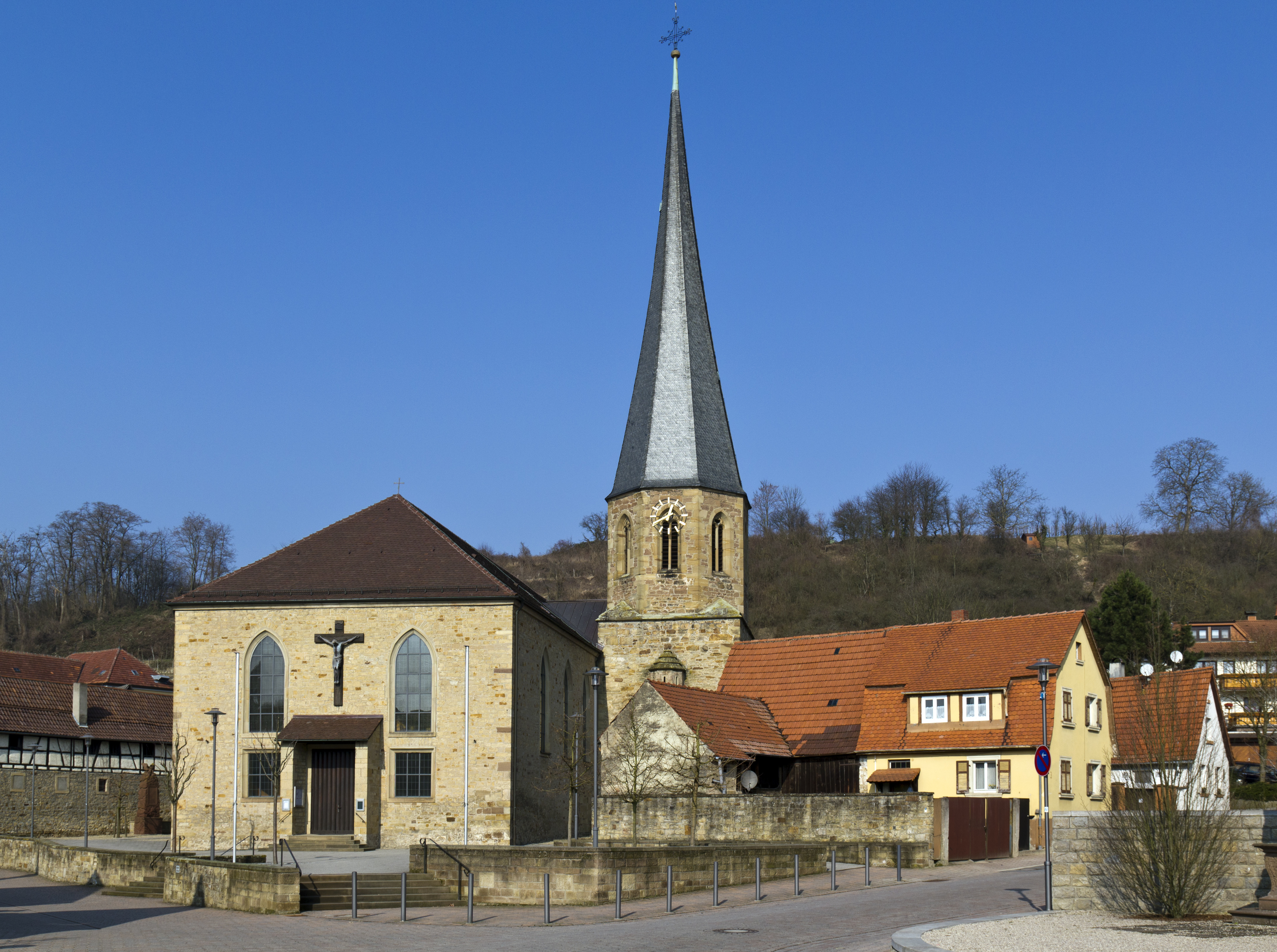
Kirche St. Cäcilia in Mühlhausen

Die katholische Pfarrkirche St. Cäcilia in Mühlhausen, einer Gemeinde im Rhein-Neckar-Kreis in Baden-Württemberg, wurde ursprünglich im Mittelalter errichtet. Der Turm der Kirche ist ein geschütztes Baudenkmal.

## Geschichte
Ein Rest eines Sarkophages, der sich heute im Museumshaus gegenüber der Kirche befindet, aus der Zeit um 1080/1150 zeugt von einem frühen Kirchengebäude, einer mittelalterlichen Wehrkirche, die von einer hohen Mauer umgeben war. Innerhalb dieser Mauer befand sich der Friedhof.
Im Jahr 1805 wurde das alte Kirchenschiff abgerissen und nach Plänen des Architekten Karl August Schwarz neu errichtet. 1881/82 wurde ein neuer Chor gebaut, der mit einem Hauptaltar von Franz Josef Simmler (1883) sowie mit Seitenaltären aus der Kunstwerkstätte Marmon (1882) ausgestattet wurde. Die vier Evangelisten vom Hauptaltar befinden sich heute ebenfalls im Museumshaus. Der Chor wurde 1951/52 durch ein neues Querschiff mit Altarraum nach Plänen des Architekten Hans Rolli ersetzt. Die modernen Bleiglasfenster wurden nach Entwürfen von Willy Oeser gefertigt.
Die Pfarrgemeinde gehört seit 2015 der Seelsorgeeinheit bzw. Kirchengemeinde Letzenberg an, zu der die katholischen Gemeinden der Orte Malsch, Malschenberg, Mühlhausen mit Tairnbach, Rauenberg, Rettigheim und Rotenberg gehören.

## Turm
Das Untergeschoss des Turmes wurde um 1250 errichtet. Es wird von einem Kreuzrippengewölbe mit stilisierter Rose im Schlussstein überwölbt. Der oktogonale Turmaufbau mit spitzem Helm wurde um 1530 aufgesetzt.

## Geistliche aus Mühlhausen
- Wilhelm Geyer (1885 – 1972)
- Martin Wagner (1899 – 1959)
- Erminold Jörg (1903 – 1962)
- Eugen Sauer (1907 – 1968)
- Alfons Sieber (1911 – 1982)
- Heinrich Metzger (1913 – 1997)
- Friedrich Kretz (1952 – )

## Kirchenbücher
Die Pfarrei Mühlhausen war von 1680 bis 1703 mit der Pfarrei Rotenberg verbunden. Von 1817 bis 1857 war Eichtersheim eine Filiale von Mühlhausen. Seit 1671 existieren ein Tauf-, Ehe- und Totenbuch. Für den Zeitraum 1731 bis 1741 sind lückenhafte Einträge vorhanden. Von 1680 bis 1703 sind auch Einträge von Mühlhausen in Rotenberg vorhanden. Ab ca. 1800 wurde ein Familienbuch, für den Zeitraum 1811 bis 1869 ein Stammbuch der Israeliten geführt.